# Gornja Vežica
Gornja Vežica Fiume városrésze Horvátországban, Tengermellék-Hegyvidék megyében.

## Fekvése
Fiume város központjától 2 km-re keletre, északról az A7-es autópálya, délről a 404-es számú főút által határolt területen fekszik. Északnyugatról Trsat, északkeletről Draga, délnyugatról Vojak és Podvežica határolja. Keleti szélén emelkedik a Sveti Križ nevű magaslat, mely régészeti leletekben rendkívül gazdag.

## Története
A régészeti leletek tanúsága szerint a Sveti Križ nevű magaslat déli teraszán már a történelem előtti időben erődített emberi település állt. A 2006-ban végzett ásatások során számos cseréptöredéket találtak a történelem előtti időtől az ókorig. Az erődfalak alapján a település a kápolnától délkelet felé 270 méter hosszú és mintegy 30 méter széles volt. A legkorábbi emberi település volt Fiume térségében. A dombon álló Szent Kereszt kápolnát 1670-ben említik először „Sveti križ nad Vezichu” alakban. Pontos építési ideje nem ismert, csak az tudott, hogy 1607-ben egy új képet kapott, majd 1666-ban néhány ember adományozott a kápolna javára. Ablakának kőkeretébe az 1667-es évszám van bevésve, gyertyatartóján az 1670-es szám olvasható. A szájhagyomány úgy tudja, hogy azt még a görögök építették. Ezzel is a kápolna régiségét hangsúlyozzák. Az emberek szükség és szerencsétlenség idején gyakran elzarándokoltak ide. Így történt ez az 1724-es kolerajárvány idején is. A kápolna harangján a „Z. D. Ton. Batista 1634.” felirat volt olvasható, de ezt a harangot az első világháború idején elvitték és beolvasztották.
1967-ben a városrészen nagy építkezések kezdődtek és 1970-ig 707 új lakás épült fel. 1970-ben kezdődött az új alapiskola építése is. A városrész lakossága az akkori négyezerről mára tízezerre nőtt.

## Nevezetességei
- A Szent Kereszt tiszteletére szentelt kápolnája a városrész északkeleti részén az azonos nevű magaslaton, az egykori illír erőd helyén áll. Építési ideje ismeretlen, először 1670-ben említik. Történészek építését a 15. századra, vagy még korábbra teszik.
- A Sveti Križ a Sveti Križ park projekt keretében dombon tanösvényt építettek ki. A projekt 1997-ben indult. Ennek keretében rendbe tették az infrastruktúrát, az utakat és ösvényeket. 2001-ben felépült Fiume csillagvizsgálója és asztronómiai központja. 2006-ban a dombon régészeti feltárás történt, mely során feltárták az illír erődített település védőfalait. Az ösvény mentén oktatótáblákat helyeztek el, melyeket a környék növény és állatvilágát, természeti értékeit, történelmi múltját mutatják be.
- A Sveti Križ dombon 2004. december 1-jén tett séta közben a helyi alapiskola 5. osztályos tanulói egy égetett agyagból készült korongot találtak melyen glagolita betűkkel a "jat" felirat és négy glagolita betű ("s", "a", "i", "e") volt olvasható. A lelet korát a szakemberek a 13. század végére datálták. Ez a legrégibb glagolita felirat, melyet az isztriai Plomin és Zengg városa között a tengerparti sávban találtak.[2]